# Fnac Indétendances
Le festival des Fnac Indétendances est une manifestation gratuite qui a lieu tous les étés à Paris Plages depuis 2004. C'est aussi depuis 2002 la production de compilations discographique à prix modéré permettant de découvrir de nouveaux artistes.

## Le site
Jusqu'en 2008, le festival se déroulait sur les berges de Seine. L'augmentation significative de l'affluence a du forcer le festival à se trouver une surface plus importante en plein cœur de Paris : ce sera la Place de l'Hôtel-de-Ville (Paris) depuis 2009.
Le festival compte une scène.

## Programmation

### Édition 2010
- 23 juillet : Arno, La Maison Tellier, Féloche, Bazbaz
- 24 juillet : Arpad Flynn, Pamela Hute, Vismets, carte blanche à J. P. Nataf (avec Albin de la Simone et Mina Tindle)
- 30 juillet : Nouvel R, ROCé, Casey, Beat Assaillant
- 31 juillet : Lafayette, Lilly Wood & The Prick, Lonely Drifter Karen, Nada Surf
- 6 août : Coming Soon, Eiffel, Gush, Plasticines
- 7 août : Alan Stivell, Bagou Vraz, Plantec, Zebra et le Bagad de Carhais, Merzhin
- 13 aout : 0800, Boogers, Uffie, Tricky
- 14 août : Mr Nô, Pulpalicious, Acid Washed, Danton Eeprom, Chloé (live) vs Transforma

### Édition 2009
- 25 juillet : La Casa, Piers Faccini, Joseph d'Anvers, Joseph Arthur & The Lonely Astronauts
- 26 juillet : Mino, Geneviève Laloy, Alain Schneider, Guillaume Cantillon, H-Burns, Cécile Hercule, miCkey [3d]
- 31 juillet : Election de la ville la plus rock de France : Bordeaux contre Clermont-Ferrand. Les groupes invités sont des groupes de ces 2 villes : Adam Kesher, Collectif Kütu Folk, Kid Bombardos, Mustang, The Hyenes, The Elderberries, Cocoon, Magnetix
- 1er août : Steeple Remove, Peter Von Poehl, The Bewitched Hands On The Top Of Our Heads, Stuck In The Sound
- 5 août : Housse de Racket, Amadou & Mariam, Africa Express
- 7 août : Krystle Warren, Fujiya & Miyagi, Charlie Winston, cirKus avec Neneh Cherry
- 8 août : Arlt, Imbert Imbert, Marjolaine Babysidecar, Monsieur Lune, MeLL, Bams
- 14 août : Karimouche, Flow, La Ruda, La Rue Kétanou
- 15 août : Soldout, Beat Torrent, Chinese Man, Naïve New Beaters